# Psittacula alexandri
La cotorra pechirroja (Psittacula alexandri) es una especie de ave psitaciforme de la familia Psittaculidae que vive en el sureste asiático. Es una de las especies más extendidas de su género y la que presenta más variedades geográficas. Su nombre científico conmemora a Alejandro Magno, cuyos ejércitos trajeron cotorras asiáticas a Grecia.

## Descripción

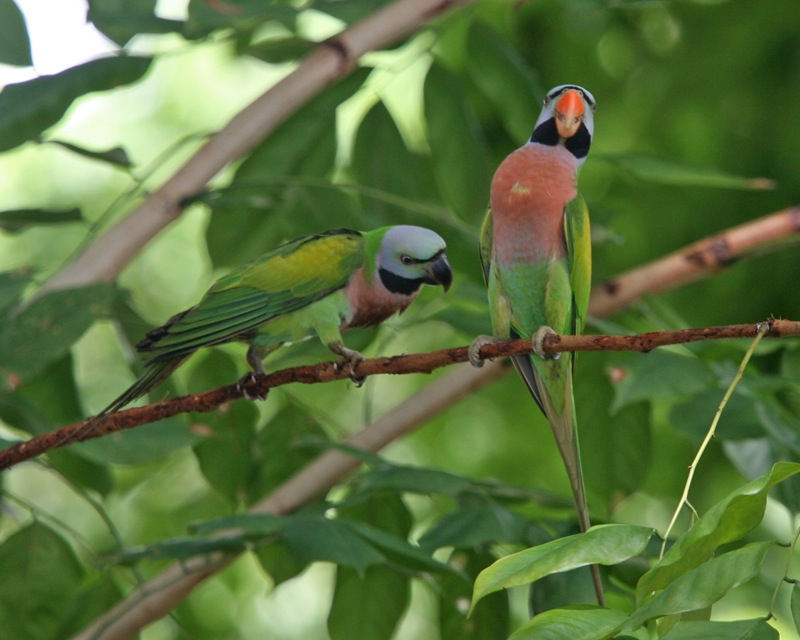
Hembra (izq.) y macho (dcha.).

El plumaje de sus partes superiores es verde, algo amarillento en las alas, salvo su cabeza que es principalmente de color gris violáceo, con dos listas negras en el frontal de su rostro, una de ojo a ojo atravesando la frente y otra más ancha que ocupa la garganta y los laterales inferiores de la cabeza. Su pecho es de tonos rojizos rosados y va difuminándose hasta su vientre verde claro. Los machos tienen el pico rojo con la punta amarilla, mientras que el de las hembras es negruzco. Su cola es fina y relativamente larga.

## Distribución y hábitat
Se encuentra en las selvas húmedas desde el sur del Himalaya hasta Indochina y el sur de China, además de las islas Andamán, Java, Bali y algunas otras islas menores de Indonesia. Ha sido introducida en el sur de Borneo y algunas ciudades de la India.

## Taxonomía
Fue descrita científicamente con el nombre de Psittacus alexandri por Carlos Linneo en 1758. Se reconocen ocho subespecies:
- Psittacula alexandri abbotti (Oberholser, 1919)
- Psittacula alexandri alexandri (Linnaeus, 17589
- Psittacula alexandri cala (Oberholser, 1912)
- Psittacula alexandri dammermani Chasen y Kloss 1932
- Psittacula alexandri fasciata (Statius Muller, 1776)
- Psittacula alexandri kangeanensis Hoogerwerf, 1962
- Psittacula alexandri major (Richmond, 1902)
- Psittacula alexandri perionca (Oberholser, 1912)